# 约翰·莱基
约翰·莱基（英語：John Lecky，1940年8月29日—2003年2月25日），加拿大男子赛艇运动员。他曾代表加拿大参加1960年夏季奥林匹克运动会赛艇比赛，获得男子八人单桨有舵手银牌。